# De Eendracht (strokartonfabriek)
De Eendracht is de naam van een vroegere grote strokartonfabriek in de Groninger stad Appingedam, die na ongeveer honderd jaar in 2006 ophield te bestaan.

## Geschiedenis
Gebouwd in het begin van de 20e eeuw was deze fabriek een van de pijlers van de Groninger en Nederlandse landbouwindustrie. Zij maakte grondstoffen voor de verpakkingsindustrie en maakte vanaf 2002 deel uit van de Heinzel Groep. De twee productielijnen hadden een capaciteit van 250.000 ton per jaar. In het jaar 2005 werd 136.000 ton omgezet.

### Problemen
Problemen ontstonden toen een nieuwe productielijn (KM11) trager in productie kwam dan gepland. Het duurde meer dan een jaar om alle kinderziekten uit de apparatuur te halen. Hierdoor, en doordat de kartonkwaliteit gedurende deze periode nogal te wensen overliet, haakten veel afnemers af. Kort voordat de stekker er definitief werd uitgetrokken functioneerde de machine naar wens, maar deze moest iedere maand minstens een week werkeloos staan omdat de kartonvoorraad te groot werd door afzetproblemen.

### Faillissement
Op 30 juni 2006 viel definitief het doek toen het faillissement werd uitgesproken. Hierdoor verloren 270 mensen hun baan.
Enige tijd was het Duitse concern Klingele in de markt voor overname van de fabriek, maar die haakte uiteindelijk af, evenals andere geïnteresseerden. Op 13 april 2007 werd bekendgemaakt dat nagenoeg de complete inventaris, met uitzondering van de warmte-krachtcentrale, voor 20 miljoen euro was verkocht aan een Zwitsers bedrijf. Het was hun bedoeling het complete machinepark te verhuizen naar een niet nader genoemd land in Azië. In maart 2008 werd bekendgemaakt dat de Turkse koper was afgehaakt omdat men de milieuvergunningen niet rond kon krijgen. Het Turkse bedrijf had een aanzienlijk deel van het verkoopbedrag reeds betaald, dit bedrag kreeg men niet terug.
Zolang er nog geen koper was gevonden, werden de machines draaiende gehouden door onderhoudspersoneel. De curator van De Eendracht ging op zoek naar een andere koper.

### Verkoop
In juli 2008 werd bekendgemaakt dat de gemeente Appingedam voor 1,5 miljoen euro het 22 hectare grote terrein met opstallen had gekocht. Het plan was het terrein geschikt te maken voor woningbouw en deels in te richten als park. Om de aankoop te kunnen financieren ging Appingedam in zee met een energiemakelaar. Deze mocht twaalf jaar lang de turbines van de fabriek gebruiken. Ook zouden er 25 koopwoningen komen op het terrein. Behalve de warmte-krachtcentrale gingen de fabriekshallen direct tegen de vlakte. De grond werd vervolgens gesaneerd. Dit kostte zo'n vijf miljoen euro, betaald door provincie Groningen en de rijksoverheid.
Een veiling van de inventaris op 14 oktober 2008 bracht 5,3 miljoen euro op. Potentiële kopers kwamen uit allerlei landen waaronder Egypte, Turkije en Zwitserland. Tijdens de veiling werd onder meer de supermoderne kartonmachine KM11 geveild. Deze kostte bij de aanschaf 125 miljoen euro. De opbrengst van de veiling ging naar de schuldeisers.

### Ontmanteling
September 2009 werd een begin gemaakt met het uit elkaar halen van de beide kartonmachines, de KM9 en de hypermoderne KM11. In totaal werd daaraan gewerkt door zo'n zestig personen uit heel Europa, omdat de demontage nogal specialistisch werk was. Na demontage werden de machines naar Egypte vervoerd. Daarna werden de lege gebouwen gesloopt.

### Boek
De gemeente Appingedam liet een boek tot stand komen over honderd jaar Eendracht, dat in 2009 verscheen.

## Eendrachtterrein
Op het voormalige Eendrachtterrein met een omvang van 22 hectare aan de Woldweg te Appingedam herinneren een loods, de warmte-krachtcentrale, de fabriekspijp en een kantoorpand aan de voormalige strokartonfabriek. Er zijn sinds 2013 een fiets- en wandelpad (de Kartonbaan), een groenstrook, een stadstuin en visvijvers. Met de uitvoering van het reeds in 2008 aangekondigde woonproject op dit terrein maakte de gemeente Eemsdelta, waartoe Appingedam inmiddels was gaan behoren, in 2022 een aanvang.